# Сабиров, Шамиль Алтаевич
Шами́ль Алта́евич Саби́ров (род. 4 апреля 1959, Карпинск, Свердловская область) — советский боксёр-любитель, чемпион XXII Олимпийских игр 1980 в Москве, чемпион (1979) и бронзовый призёр (1981) первенств Европы, чемпион (1980, 1983) и серебряный призёр (1979) всесоюзных первенств, победитель Спартакиады народов СССР 1983 года. Заслуженный мастер спорта СССР (1980). Награждён орденом «Знак Почёта» в 1981 году.

## Биография

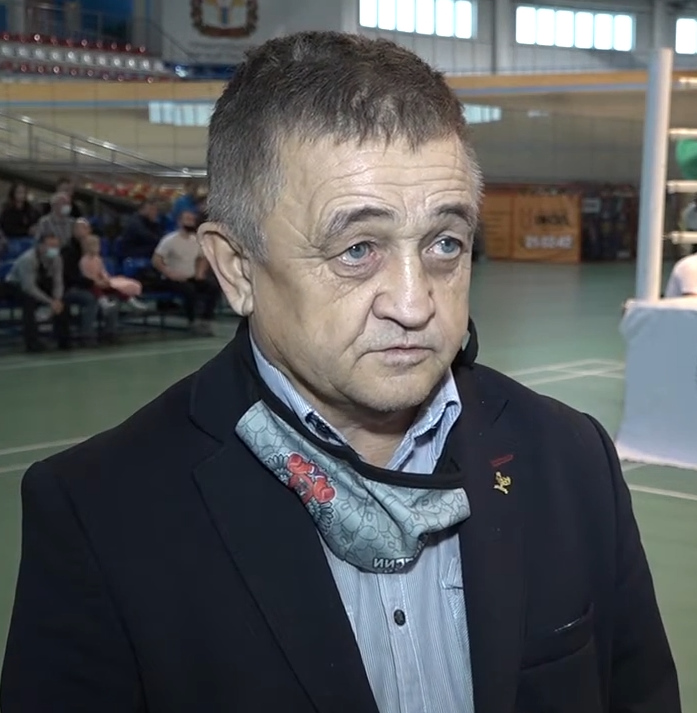
Шамиль Сабиров (ноябрь 2020)

Боксом начал заниматься в 16 лет под руководством заслуженного тренера СССР Николая Ивкина, позже был подопечным Владимира Киркорова и Артёма Лаврова. На внутрисоюзном ринге представлял общество «Труд» (Краснодар).
За сборную СССР Сабиров выступал на протяжении 1978—1985 годов. Первым крупным международным турниром стал для него чемпионат мира в Белграде 1978 года. Действующий на то время чемпион СССР в первом наилегчайшем весе Анатолий Клюев получил при подготовке к мировому первенству серьезный нокдаун в спарринге, и тренерский совет принял решение включить в состав отправляющейся в Белград сборной бронзового призёра Сабирова. Однако на том турнире Шамиль проиграл в первом же бою нокаутом венесуэльцу Армандо Геваре.
Сабиров — единственный советский боксёр, выигравший золото на Олимпийских играх 1980 года в Москве. Также за годы выступлений на ринге он становился победителем международных турниров в Венесуэле, Индонезии, нескольких европейских странах.
На чемпионате мира 1982 года проиграл в первом же бою корейцу Го Ю Хвану.
Окончил Краснодарский государственный институт физической культуры, получив специальность тренер-преподаватель. Затем поступил в аспирантуру Всесоюзного научно-исследовательского института, по итогам обучения в которой написал и в 1987 году защитил диссертацию на тему «Особенности подготовки боксёров наилегчайших весовых категорий».
После ухода с ринга Сабиров стал заниматься тренерско-педагогической деятельностью. Судья всесоюзной категории с 1991 года. Позднее стал директором СДЮСШОР бокса Краснодарского края. В 2006 году вступил в партию «Родина».

## Стиль и манера ведения боя
В действиях на ринге Сабирова отличали пластичность движений, изобретательность, тонкий расчет. Вследствие этого мощный напор соперников, склонных к агрессивной манере боя, терял свою силу, сталкиваясь с его интеллектуальными хладнокровием и хитростью. Сабиров легко маневрировал по рингу, резко меняя направление, и неуловимыми движениями доставал противников своими быстрыми ударами. Его главными козырями были высокий темп боя, гибкие маневры и виртуозная техника.

## Отзывы и характеристики
- Выступление Сабирова на Олимпиаде 1980 года в Москве произвело сильное впечатление на трёхкратного олимпийского чемпиона венгра Ласло Паппа: «Отличный парень, из думающих и знающих, как побеждать. Советская команда может гордиться своим чемпионом. Это уникальный спортсмен, яркий представитель игрового, высокотехничного бокса. Для меня класс Сабирова не стал неожиданностью — в Краснодаре хорошая школа бокса. Много лет назад ошеломил всех неподражаемый Изосимов, теперь вот я восхищаюсь Сабировым…»
- Выдающийся советский боксёр и тренер Александр Засухин, составляя символическую сборную СССР всех времён и народов, первым номером в весовой категории до 48 кг назвал краснодарца Шамиля Сабирова.
- Наставник Сабирова — заслуженный тренер СССР Артём Лавров говорил о своём ученике: «Он порхает по рингу, как бабочка, и жалит, как оса».